# العلاقات الأفغانية الكازاخستانية
العلاقات الأفغانية الكازاخستانية هي العلاقات الثنائية التي تجمع بين أفغانستان وكازاخستان.

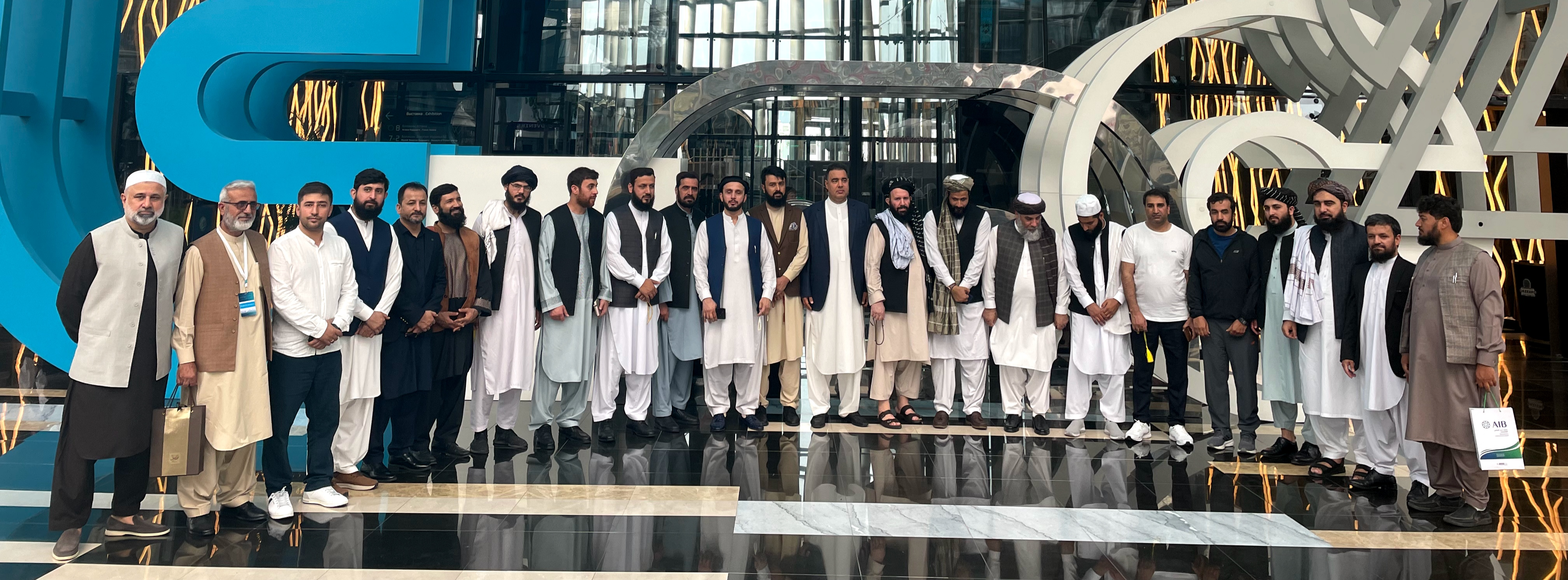
صور العلاقات الأفغانية الكازاخستانية بمتحف أستانا 2023

## مقارنة بين البلدين
هذه مقارنة عامة ومرجعية للدولتين:
| وجه المقارنة                                              | أفغانستان                    | كازاخستان                      |
| --------------------------------------------------------- | ---------------------------- | ------------------------------ |
| المساحة (كم2)                                             | 652.23 ألف                   | 2.72 مليون                     |
| عدد السكان (نسمة)                                         | 34.94 مليون                  | 17.95 مليون                    |
| الكثافة السكانية (ن./كم²)                                 | 53.57                        | 6.6                            |
| العاصمة                                                   | كابل                         | نور سلطان                      |
| اللغة الرسمية                                             | اللغة البشتوية، اللغة الدرية | اللغة القازاقية، اللغة الروسية |
| العملة                                                    | أفغاني                       | تينغ كازاخستاني                |
| الناتج المحلي الإجمالي (بليون دولار)                      | 20.82 مليار                  | 159.41 مليار                   |
| الناتج المحلي الإجمالي (تعادل القوة الشرائية) بليون دولار | 62.62 مليار                  | 439.39 مليار                   |
| الناتج المحلي الإجمالي الاسمي للفرد دولار أمريكي          | 594                          | 10.51 ألف                      |
| الناتج المحلي الإجمالي للفرد دولار أمريكي                 | 1.93 ألف                     | 24.23 ألف                      |
| مؤشر التنمية البشرية                                      | 0.479                        | 0.788                          |
| رمز المكالمات الدولي                                      | +93                          | +7                             |
| رمز الإنترنت                                              | .af                          | .kz، .қаз ‏                     |
| المنطقة الزمنية                                           | ت ع م+04:30                  | ت ع م+05:00، ت ع م+06:00       |

## منظمات دولية مشتركة
يشترك البلدان في عضوية مجموعة من المنظمات الدولية، منها:
| علم المنظمة | اسم المنظمة                               | تاريخ انضمام أفغانستان | تاريخ انضمام كازاخستان |
| ----------- | ----------------------------------------- | ---------------------- | ---------------------- |
|             | منظمة التعاون الإسلامي                    | ?                      | ?                      |
|             | البنك الدولي للإنشاء والتعمير             | 14 يوليو 1995          | 23 يوليو 1992          |
|             | بنك التنمية الآسيوي                       | 1966                   | 1994                   |
|             | يونسكو                                    | 4 مايو 1948            | 22 مايو 1992           |
|             | وكالة ضمان الاستثمار متعدد الأطراف        | 16 يونيو 2003          | 12 أغسطس 1993          |
|             | الاتحاد البريدي العالمي                   | ?                      | ?                      |
|             | الاتحاد الدولي للاتصالات                  | 12 أبريل 1928          | 23 فبراير 1993         |
|             | مؤسسة التمويل الدولية                     | 23 سبتمبر 1957         | 30 سبتمبر 1993         |
|             | منظمة الشرطة الجنائية الدولية             | ?                      | ?                      |
|             | الأمم المتحدة                             | 19 نوفمبر 1946         | 2 مارس 1992            |
|             | مؤسسة التنمية الدولية                     | 2 فبراير 1961          | 23 يوليو 1992          |
|             | منظمة حظر الأسلحة الكيميائية              | ?                      | ?                      |
|             | المركز الدولي لتسوية المنازعات الاستشارية | 25 يوليو 1968          | 21 أكتوبر 2000         |

## وصلات خارجية
- موقع وزارة الخارجية الأفغانية
- موقع وزارة الخارجية الكازاخستانية